# Samodzielny Batalion Studencki
Samodzielny Batalion Studencki (ros. Отдельный Студенческий батальон), zwany też Rostowskim Batalionem Studenckim – jeden z pierwszych oddziałów wojskowych Armii Ochotniczej podczas wojny domowej w Rosji.
Został sformowany 8 stycznia 1918 r. w Rostowie nad Donem z inicjatywy miejscowej grupy młodszych oficerów, b. studentów, przede wszystkim por. Donczikowa. Uzupełniono go ochotnikami. Składał się z dwóch kompanii pod dowództwem płk. Zotowa i kpt. M.A. Sasionkowa. Liczył 280 ludzi, w tym 25 oficerów. Na ich czele 12 lutego stanął gen. mjr Aleksandr A. Borowski. Funkcję zastępcy objął płk Władimir F. Nazimow. Batalion pełnił służbę garnizonową w Rostowie nad Donem. Podczas reorganizacji Armii Ochotniczej 11–13 lutego w stanicy Olginskaja w przeddzień 1 Kubańskiego (Lodowego) Marszu oddział wszedł w skład Samodzielnego Batalionu Junkierskiego, stanowiąc jego 2. i 3. kompanię. Po zakończeniu Marszu na pocz. maja spośród b. żołnierzy Samodzielnego Batalionu Studenckiego pozostało jedynie 30–40 ludzi.